# Miagrammopes
Miagrammopes là một chi nhện trong họ Uloboridae.